# Distretto di Khwao Sinarin
Il distretto di Khwao Sinarin (in thailandese: เขวาสินรินทร์) è un distretto (amphoe) della Thailandia, situato nella provincia di Surin.